# Repino (Kaliningrad)
Repino (russisch Репино, deutsch Egglenischken, 1938–1945: Tannenmühl) ist ein verlassener Ort im Rajon Nesterow der russischen Oblast Kaliningrad.
Die Ortsstelle befindet sich an der Pissa unweit südlich der im Personenverkehr nicht mehr betriebenen Bahnstrecke Gołdap–Nesterow (Goldap–Stallupönen/Ebenrode) zweieinhalb Kilometer südöstlich von Iljinskoje (Kassuben).

## Geschichte
Um 1780 war Eg(g)lenischken ein meliertes Dorf mit einer Wassermühle. 1874 wurde die Landgemeinde Egglenischken dem neu gebildeten Amtsbezirk Podszohnen im Kreis Stallupönen zugeordnet. 1938 wurde Egglenischken in Tannenmühl umbenannt.
Im Oktober 1944 wurde der Ort von der Roten Armee besetzt und kam in der Folge mit dem nördlichen Ostpreußen zur Sowjetunion. Im Juni und Juli 1947 wurde er zweimal mit dem russischen Namen Tschkalowo bedacht. Dieser Name wurde vor Ort aber dem, ebenfalls im Rajon Nesterow gelegenen ehemaligen Enzuhnen/Rodebach verliehen, während umgekehrt der eigentlich dem Ort Enzuhnen/Rodebach im Juli 1947 zugedachte Name Repino vor Ort an Egglenischken/Tannenmühl fiel. Da beide Namen für Orte standen, welche in der Folge die Funktion des Sitzes eines Dorfsowjets wahrnehmen sollten, kam es darauf nicht so an. Nach der Auflösung des Repinski selski Sowet im Jahr 1954 kam der Ort Repino 1954 in den Kalininski selski Sowet. Repino wurde vor 1988 aus dem Ortsregister gestrichen.

### Einwohnerentwicklung
| Jahr | Einwohner |
| ---- | --------- |
| 1867 | 351       |
| 1871 | 342       |
| 1885 | 291       |
| 1905 | 274       |
| 1910 | 265       |
| 1933 | 204       |
| 1939 | 224       |

### Repinski selski Sowet 1947–1954
Der Dorfsowjet Repinski selski Sowet (ru. Репинский сельский Совет) wurde im Juli 1947 im Rajon Nesterow eingerichtet. Der Verwaltungssitz Repino wurde dabei mit dem ehemaligen deutschen Ort Enzuhnen/Rodebach identifiziert, dessen neuer russischer Name Tschkalowo eigentlich dem Ort Egglenischken/Tannenmühl zugedacht war. Vor Ort wurde es aber genau andersherum gemacht, sodass sich der Sitz dieses Dorfsowjets im ehemaligen Egglenischken/Tannenmühl befand. Im Jahr 1954 wurde der Dorfsowjet wieder aufgelöst und an den Kalininski selski Sowet angeschlossen.
| Name                                 | Name bis 1947/50                     | Jahr der Umbenennung |
| ------------------------------------ | ------------------------------------ | -------------------- |
| Iljinka (Ильинка)                    | Disselwethen, 1938–1945: Disselberg  | 1950                 |
| Iljinskoje (Ильинское)               | Kassuben                             | 1947                 |
| Malo-Sadoroschnoje (Мало-Задорожное) | Germingkehmen, 1938–1945: Germingen  | 1947                 |
| Repino (Репино)                      | Egglenischken, 1938–1945: Tannenmühl | [1947]               |
| Sadoroschnoje (Задорожное)           | Girnuhnen, 1938–1945: Rehbusch       | 1947                 |
| Saretschnoje (Заречное)              | Groß Lengmeschken, 1938–1945: Lengen | 1947                 |
| Snamenka (Знаменка)                  | Leegen                               | 1947                 |

## Kirche
Egglenischken/Tannenmühl gehörte zum evangelischen Kirchspiel Pillupönen.